# Super GT
Die Serie Super GT – ehemals All Japan Grand Touring Car Championship oder JGTC – ist eine japanische GT-Meisterschaft, die von der Japan Automobile Federation (JAF) veranstaltet und von der FIA überwacht wird.

## Geschichte

### JGTC

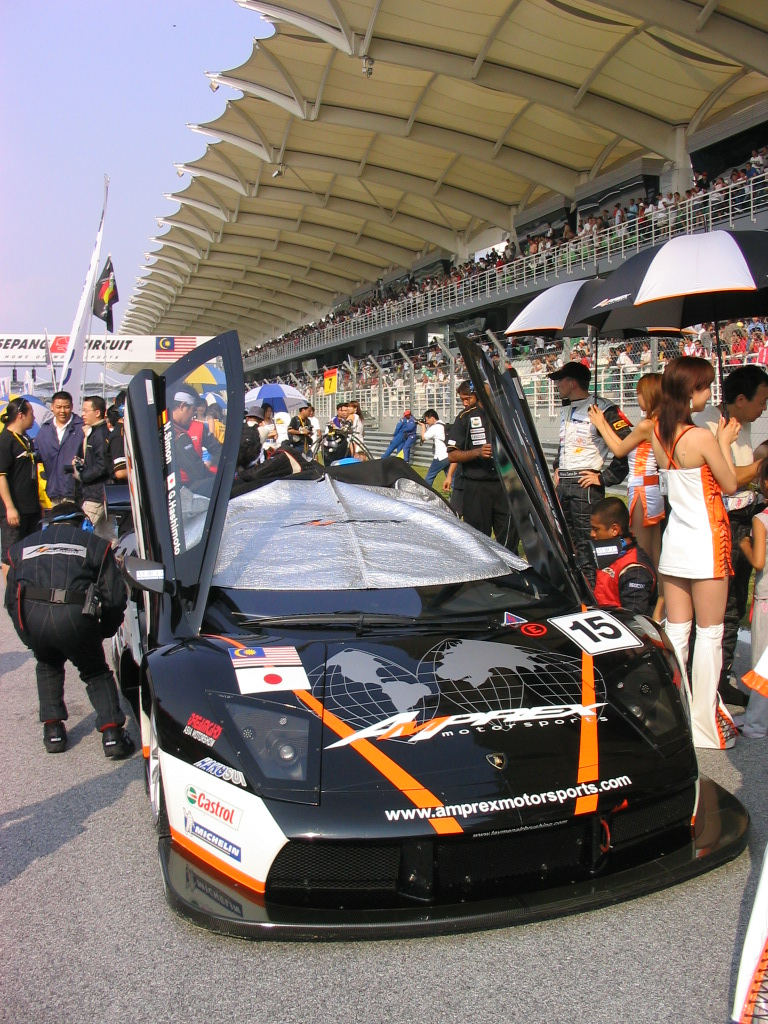
JGTC-Startaufstellung, 19. Juni 2004 in Sepang

Im Jahr 1992 war ein Ende der Gruppe C aufgrund der enormen Kosten und sinkender Popularität und damit auch das Ende der nationalen, japanischen Gruppe C Serie All Japan Sports Prototype Championship absehbar. Zeitgleich endete auch die Ära der Gruppe-A-Tourenwagen in der japanischen Tourenwagenmeisterschaft. Zwar wurden diese durch die Supertourenwagen ersetzt, doch diese erreichten in den Augen der Fans nie die Spektakularität der Vorgänger.
Um diese beiden Serien zu beerben, gründete die JAF (Japan Automobile Federation) als Nachfolger zur Saison 1993 die All Japan Grand Touring Car Championship Serie, kurz JGTC. In den ersten Jahren fuhren in zwei Klassen Tourenwagen hauptsächlich japanischer Herkunft und Gran Turismos sowie bis 1994 die alten Gruppe-C-Rennwagen. Doch als auch bei den GT1 die Kosten dramatisch anstiegen, wurden zur Saison 1996 die neuen Klassen GT500 und GT300 eingeführt. Die Bezeichnungen geben die Leistung wieder, die streng reglementiert wurde. Bezüglich der Aerodynamik genießen die Teams jedoch große Freiheiten, so dass es sich um reine Prototypen handelt, die außer der äußerlichen Ähnlichkeit mit Serienfahrzeugen mit diesen nahezu nichts gemeinsam haben.

### Super GT
Nach einigen Jahren mit diversen erfolgreichen Regeländerungen wurde die Rennserie auch außerhalb Japans bekannt. Das erste Rennen im internationalen Ausland wurde 2000 in Malaysia abgehalten. Einer weiteren Expansion stand jedoch die FIA entgegen, die die Anzahl an Auslandsrennen für eine nationale Serie beschränkt. Ähnlich wie in der DTM, wurde eine Namensänderung notwendig. Am 10. Dezember 2004 wurde die Serie dann in Super GT umbenannt, nachdem sie sich bis dahin hauptsächlich auf japanische Teams, Sponsoren und Fans konzentriert hatte, das internationale Interesse aber zunehmend anstieg und die Rennen weltweit im Fernsehen übertragen wurden. Mit dem neuen Namen sollte die Öffnung der Serie für andere internationale Teams zum Ausdruck gebracht werden.

### Klasse 1
Auf der Suche nach weiteren Expansionsmöglichkeiten kamen Überlegungen auf, die konzeptionell ähnlichen Super GT und DTM Serien aneinander anzugleichen, um den Einsatz japanischer Rennwagen in Europa und andersrum zu ermöglichen. Auch die Idee einer neuen Serie in Nordamerika wird untersucht. Am 6. Oktober 2012 wurde daraufhin eine Zusammenarbeitsvereinbarung in Tokyo unterzeichnet. Beide Serien setzen nun auf ein gemeinsames CFK-Monocoque, gemeinsame Kraftübertragung und Carbon-Bremsen, sowie angeglichene Aerodynamik-Regelungen. In einem weiteren Schritt sollen die Motoren angeglichen und durch neue Klasse-1-Turbomotoren ersetzt werden. Das Reglement sieht 2,0-Liter-Vierzylinder vor, die durch Turboaufladung etwa 440 kW (600 PS) erreichen. Die Super GT500 setzt diese Motoren bereits seit 2014 ein, die DTM plante die Einführung ursprünglich für 2017, verschob sie dann jedoch auf 2019. Abweichend zur DTM sind in der Super GT jedoch auch Hybridantriebe zugelassen.

## Die Rennen

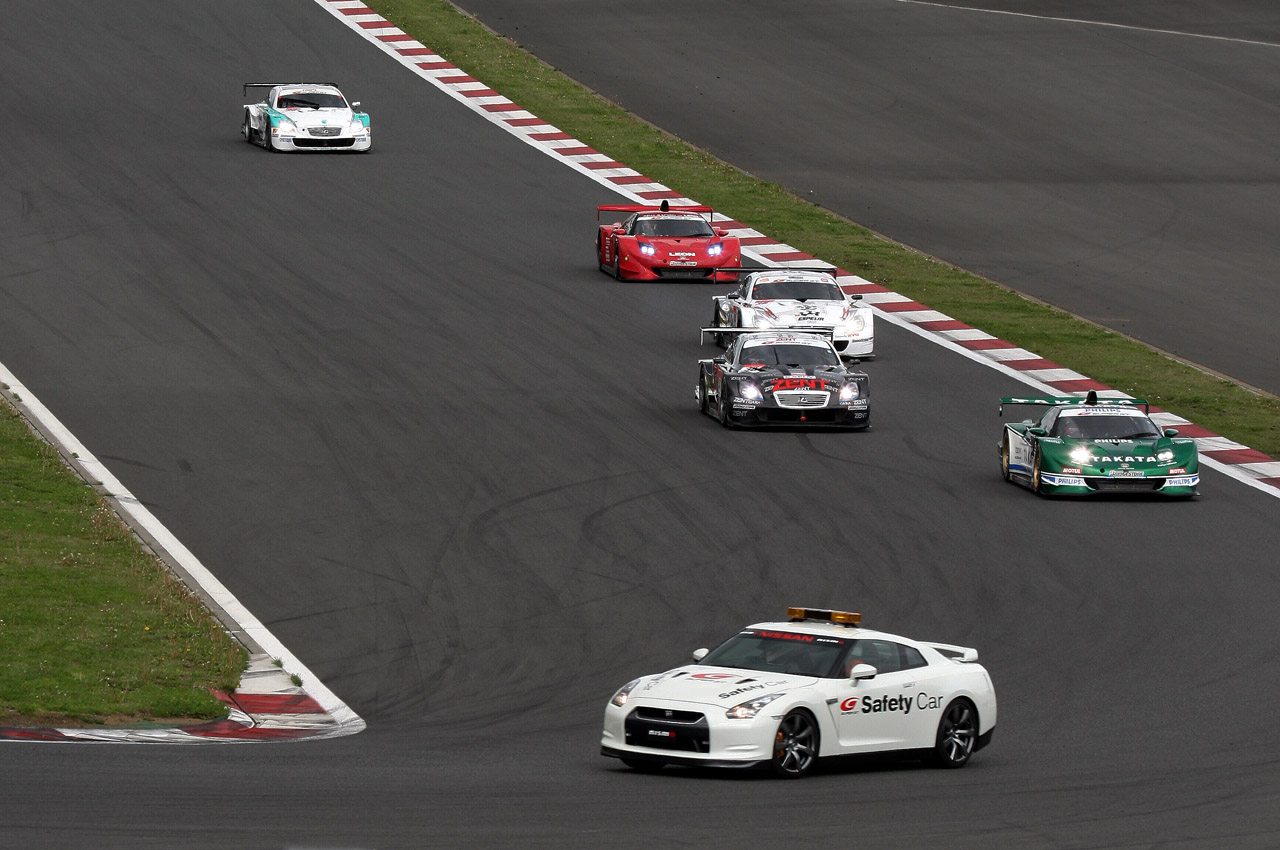
Eine Rennszene aus dem Rennen auf dem Fuji Speedway 2008; im Vordergrund das Safety Car der Super GT.

Die Rennen werden als Teil einer jährlichen Meisterschaft ausgetragen und finden auf bekannten japanischen und internationalen Rennstrecken, wie dem Twin Ring Motegi, dem Fuji Speedway oder dem Suzuka International Racing Course statt. Außerhalb Japans gastierte die Super GT bereits in Malaysia, China und dem Auto Club Speedway in den USA. Allerdings wurde bisher nur das Rennen auf dem Sepang International Circuit in die Gesamtwertung aufgenommen.
Die Super GT fährt Langstreckenrennen von 250 bis 1000 km Länge, bei denen Tankstopps und Fahrerwechsel vorgesehen sind. Besonderes Merkmal sind die beiden unterschiedlich schnellen Klassen. Die GT300 ist pro Runde einige Sekunden langsamer, Überrundungsmanöver erschweren so den Fahrbetrieb auf der Strecke und sorgen für Spannung auf der Strecke.

## Die Fahrzeuge
Die Fahrzeuge teilen sich in zwei Klassen: die GT500 mit etwa 650 PS und die GT300 mit etwa 550 PS. Die Leistung der Fahrzeuge wird dabei durch spezielle Luftmengenbegrenzer (Air - Restrictor) sowie zusätzliche Gewichte limitiert. Um die Rennen für die Zuschauer möglichst spannend zu gestalten, fahren beide Fahrzeugklassen gleichzeitig, die Punkte werden allerdings für jede Klasse getrennt vergeben.

### GT500

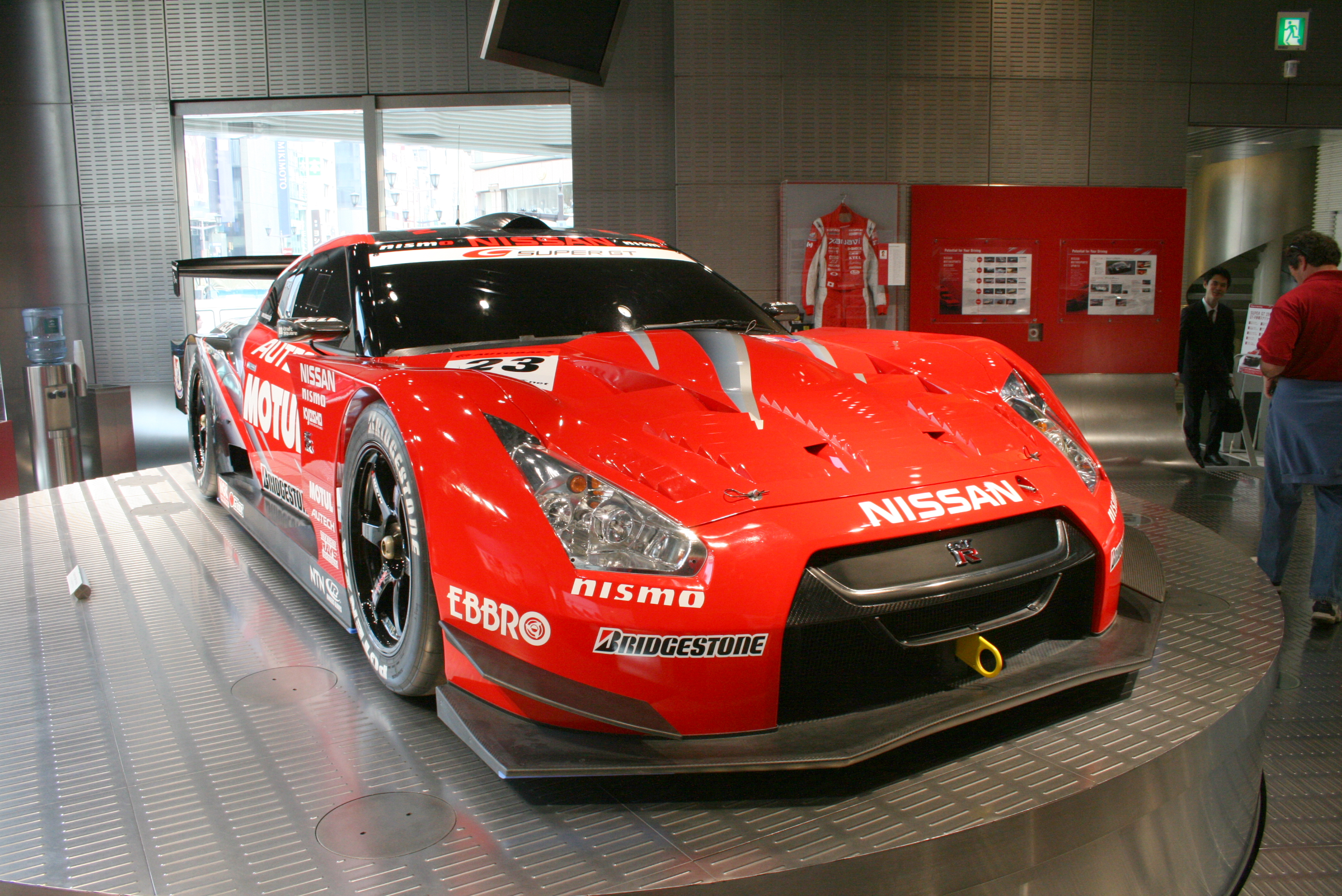
Ein Nissan GT-R der GT500-Klasse.

Die Top-Klasse der Super GT – der GT500 – wird von drei großen japanischen Autoherstellern dominiert. 2019 setzen diese jeweils den Lexus LC500, den Honda NSX-GT und den Nissan GT-R. In der Vergangenheit nahmen auch einige Privatteams mit Fahrzeugen von Ferrari, Lamborghini und anderen europäischen Herstellern teil.
Die Reglementierungen in der GT500-Klasse sind gegenüber den meisten anderen GT-Serien relativ locker. So ist z. B. der Austausch von Motoren des jeweiligen Herstellers ebenso problemlos möglich, wie diverse Modifikationen an den Motoren oder dem Chassis. Das Aussehen der Fahrzeuge sollte allerdings dem entsprechenden Serienmodell möglichst nahe sein. Diese Reglementierungen machen die Fahrzeuge zu den weltweit schnellsten GT-Fahrzeugen. Elektronische Hilfen wie ABS und Traktions- und Stabilitätskontrollen, sind nicht zugelassen, selbst Carbon-Bremsen sind verboten. Auch Verbesserungen der Aerodynamik durch Spoiler und Flügel sind streng reglementiert.

### GT300

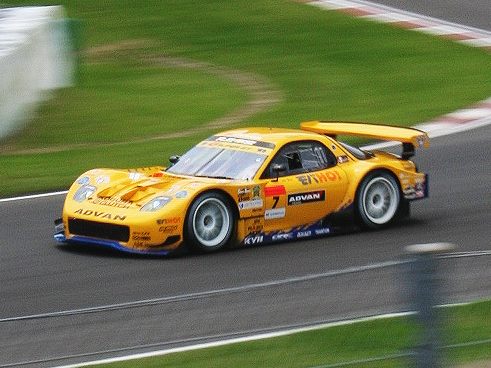
Ein Mazda RX-7 der GT300-Klasse.

In der GT300-Klasse gibt es nur wenige Werksteams, sodass es hier eine größere Anzahl unterschiedlicher Fahrzeuge gibt. In der 300-PS-Klasse sind die deutschen Marken Porsche und BMW neben den japanischen Herstellern beliebt.
Die GT300-Fahrzeuge sind stärker reglementiert als ihre GT500-Gegenstücke und orientieren sich daher mehr am entsprechenden Serienmodell, wodurch auch die Teilnahme für Privatfahrer erschwinglich gemacht wird. Da die Modifikationsmöglichkeiten eingeschränkter sind als bei den GT500, sind die GT300-Fahrzeuge untereinander wesentlich konkurrenzfähiger.

## Bisherige Meister
| Saison   | Klasse | Fahrermeisterschaft                    | Fahrermeisterschaft     | Teammeisterschaft              | Teammeisterschaft         |
| Saison   | Klasse | Fahrer                                 | Fahrzeug                | Team                           | Fahrzeug                  |
| JGTC     | JGTC   | JGTC                                   | JGTC                    | JGTC                           | JGTC                      |
| -------- | ------ | -------------------------------------- | ----------------------- | ------------------------------ | ------------------------- |
| 1994     | GT1    | Masahiko Kageyama                      | Nissan Skyline GT-R R32 | Hoshino Racing                 | Nissan Skyline GT-R R32   |
| 1994     | GT2    | Sakae Obata                            | Porsche 964 Carrera RS  | Kegani Racing                  | Porsche 964 Carrera RS    |
| 1995     | GT1    | Masahiko Kageyama                      | Nissan Skyline GT-R R32 | Team Taisan                    | Nissan Skyline GT-R R32   |
| 1995     | GT2    | Yoshimi Ishibashi Kaoru Hoshino        | Nissan Skyline GT-R R32 | Yoshimi Ishibashi              | Nissan Skyline GT-R R32   |
| 1996     | GT500  | David Brabham John Nielsen             | McLaren F1 GT-R         | Team Lark                      | McLaren F1 GT-R           |
| 1996     | GT300  | Keiichi Suzuki Morio Nitta             | Porsche 964 Carrera RS  | Team Taisan Jr.                | Porsche 964 Carrera RS    |
| 1997     | GT500  | Pedro de la Rosa Michael Krumm         | Toyota Supra            | Toyota Castrol Team            | Toyota Supra              |
| 1997     | GT300  | Manabu Orido Hideo Fukuyama            | Nissan Silvia S14       | RS-R Racing Team with Bandoh   | Nissan Silvia S14         |
| 1998     | GT500  | Érik Comas Masami Kageyama             | Nissan Skyline GT-R R33 | Nismo                          | Nissan Skyline GT-R R33   |
| 1998     | GT300  | Keiichi Suzuki Shingo Tachi            | Toyota MR2              | Team Taisan Jr. with Tsuchiya  | Toyota MR2                |
| 1999     | GT500  | Érik Comas                             | Nissan Skyline GT-R     | Toyota Castrol Team Tom’s      | Toyota Supra              |
| 1999     | GT300  | Morio Nitta                            | Toyota MR2              | Momocorse Racing with Tsuchiya | Toyota MR2                |
| 2000     | GT500  | Ryō Michigami                          | Honda NSX               | Dome x Mugen Project           | Honda NSX                 |
| 2000     | GT300  | Hideo Fukuyama                         | Porsche 996 GT3R        | Team Taisan Advan              | Porsche 996 GT3R          |
| 2001     | GT500  | Hironori Takeuchi Yūji Tachikawa       | Toyota Supra            | Nismo                          | Toyota Supra              |
| 2001     | GT300  | Nobuyuki Oyagi Takayuki Aoki           | Nissan Skyline GT-R R34 | Team Taisan Advan              | Porsche 996 GT3R          |
| 2002     | GT500  | Juichi Wakisaka Akira Iida             | Toyota Supra            | Dome x Mugen Project           | Toyota Supra              |
| 2002     | GT300  | Morio Nitta Shinichi Takagi            | Toyota MR-S             | Team Taisan Advan              | Porsche 996 GT3R          |
| 2003     | GT500  | Satoshi Motoyama Michael Krumm         | Nissan Skyline GT-R R34 | Esso Toyota Team LeMans        | Nissan Skyline GT-R R34   |
| 2003     | GT300  | Mitsuhiro Kinoshita Masataka Yanagida  | Nissan 350Z             | Team Taisan Advan              | Porsche 996 GT3R          |
| 2004     | GT500  | Satoshi Motoyama Richard Lyons         | Nissan 350Z             | Nismo                          | Nissan 350Z               |
| 2004     | GT300  | Tetsuya Yamano Hiroyuki Yagi           | Honda NSX               | Verno Tokai Dream 28           | Honda NSX                 |
| Super GT |        |                                        |                         |                                |                           |
| 2005     | GT500  | Yūji Tachikawa Toranosuke Takagi       | Toyota Supra            | Nismo                          | Nissan 350Z               |
| 2005     | GT300  | Kota Sasaki Tetsuya Yamano             | Toyota MR-S             | Team Reckless                  | Toyota MR-S               |
| 2006     | GT500  | Juichi Wakisaka André Lotterer         | Lexus SC430             | Toyota Team Tom’s              | Lexus SC430               |
| 2006     | GT300  | Tetsuya Yamano Hiroyuki Iiri           | Mazda RX-7 FD3S         | RE Amemiya Racing              | Mazda RX-7 FD3S           |
| 2007     | GT500  | Daisuke Itō Ralph Firman               | Honda NSX               | Autobacs Racing Team Aguri     | Honda NSX                 |
| 2007     | GT300  | Kazuya Ōshima Hiroaki Ishiura          | Toyota MR-S             | Cars Tokai Dream 28            | Mooncraft Shiden          |
| 2008     | GT500  | Satoshi Motoyama Benoît Tréluyer       | Nissan GT-R             | Toyota Team Tom’s              | Lexus SC430               |
| 2008     | GT300  | Kazuki Hoshino Hironobu Yasuda         | Nissan 350Z             | MOLA                           | Nissan 350Z               |
| 2009     | GT500  | Juichi Wakisaka André Lotterer         | Lexus SC430             | Lexus Team Tom’s               | Lexus SC430               |
| 2009     | GT300  | Manabu Orido Tatsuya Kataoka           | Lexus IS350             | Racing Project Bandoh          | Lexus IS350               |
| 2010     | GT500  | Takashi Kogure Loïc Duval              | Honda HSV-010 GT        | Weider Honda Racing            | Honda HSV-010 GT          |
| 2010     | GT300  | Kazuki Hoshino Masataka Yanagida       | Nissan 350Z             | Hasemi Motorsport              | Nissan 350Z               |
| 2011     | GT500  | Masataka Yanagida Ronnie Quintarelli   | Nissan GT-R             | MOLA                           | Nissan GT-R               |
| 2011     | GT300  | Nobuteru Taniguchi Taku Bamba          | BMW Z4 GT3              | GSR&Studie with Team UKYO      | BMW Z4 GT3                |
| 2012     | GT500  | Masataka Yanagida Ronnie Quintarelli   | Nissan GT-R             | MOLA                           | Nissan GT-R               |
| 2012     | GT300  | Kyosuke Mineo Naoki Yokomizo           | Porsche 997 GT3R        | Team Taisan Endless            | Porsche 997 GT3R          |
| 2013     | GT500  | Yūji Tachikawa Kōhei Hirate            | Lexus SC430             | Lexus Team Zent Cerumo         | Lexus SC430               |
| 2013     | GT300  | Hideki Mutō Yūki Nakayama              | Honda CR-Z              | Team Mugen                     | Honda CR-Z                |
| 2014     | GT500  | Tsugio Matsuda Ronnie Quintarelli      | Nissan GT-R             | Nismo                          | Nissan GT-R               |
| 2014     | GT300  | Nobuteru Taniguchi Tatsuya Kataoka     | BMW Z4 GT3              | Gainer                         | Mercedes-Benz SLS AMG GT3 |
| 2015     | GT500  | Tsugio Matsuda Ronnie Quintarelli      | Nissan GT-R             | Nismo                          | Nissan GT-R               |
| 2015     | GT300  | André Couto                            | Nissan GT-R NISMO GT3   | Gainer                         | Nissan GT-R NISMO GT3     |
| 2016     | GT500  | Kōhei Hirate Heikki Kovalainen         | Lexus RC-F              | Lexus Team Sard                | Lexus RC-F                |
| 2016     | GT300  | Takeshi Tsuchiya Takamitsu Matsui      | Toyota 86 MC GTA V8     | VivaC Team Tsuchiya            | Toyota 86 MC GTA V8       |
| 2017     | GT500  | Ryō Hirakawa Nick Cassidy              | Lexus LC 500            | Lexus Team KeePer Tom’s        | Lexus LC 500              |
| 2017     | GT300  | Nobuteru Taniguchi Tatsuya Kataoka     | Mercedes-AMG GT3        | Goodsmile Racing & Team Ukyo   | Mercedes-AMG GT3          |
| 2018     | GT500  | Naoki Yamamoto Jenson Button           | Honda NSX-GT            | Team Kunimitsu                 | Honda NSX-GT              |
| 2018     | GT300  | Haruki Kurosawa Naoya Gamou            | Mercedes-AMG GT3        | K2 R&D LEON Racing             | Mercedes-AMG GT3          |
| 2019     | GT500  | Kazuya Ōshima Kenta Yamashita          | Lexus LC 500            | Lexus Team KeePer Tom’s        | Lexus LC 500              |
| 2019     | GT300  | Shinichi Takagi Nirei Fukuzumi         | Honda NSX GT3           | Autobacs Racing Team Aguri     | Honda NSX GT3             |
| 2020     | GT500  | Naoki Yamamoto Tadasuke Makino         | Honda NSX-GT            | Team Kunimitsu                 | Honda NSX-GT              |
| 2020     | GT300  | Kiyoto Fujinami João Paulo de Oliveira | Nissan GT-R NISMO GT3   | Kondo Racing                   | Nissan GT-R NISMO GT3     |
| 2021     | GT500  | Yuhi Sekiguchi Shou Tsuboi             | Toyota GR Supra GT500   | TGR Team au TOM'S              | Toyota GR Supra GT500     |
| 2021     | GT300  | Takuto Iguchi Hideki Yamauchi          | Subaru BRZ GT300        | R&D Sport                      | Subaru BRZ GT300          |
| 2022     | GT 500 | Kazuki Hiramine Bertrand Baguette      | Nissan GT-R GT500       | Team Impul                     | Honda CRZ GT500           |